# Franz Pittinger
Franz Pittinger (11. dubna 1887 Horní Břečkov – 24. srpna 1972 Waiblingen) byl československý politik německé národnosti a meziválečný poslanec Národního shromáždění republiky Československé.

## Biografie
Pocházel z rolnické rodiny. Vystudoval státní reálné gymnázium ve Znojmě a pak germanistiku na Vídeňské univerzitě. Za první světové války bojoval v hodnosti nadporučíka na východní frontě. Byl zraněn a koncem roku 1918 se vrátil domů z Ukrajiny. Roku 1924 převzal rodinné hospodářství v rodné obci.
Po válce organizoval Německý svaz zemědělců v rodném kraji. Byl předsedou Zemědělské krajské jednoty Vranov nad Dyjí (Landwirtschaftlich Bezirksverein Frain) a pomáhal při zakládání dalších regionálních spolků. Podle údajů k roku 1920 byl profesí rolníkem v Horním Břečkově. Za první republiky byl členem Moravskoslezského zemského zastupitelstva, okresního zastupitelstva a krajské rady ve Znojmě. Byl rovněž členem výboru Německého kulturního svazu v Praze. Uvádí se jako předseda okresního hospodářského družstva ve Vranově.
V parlamentních volbách v roce 1920 získal za Německý svaz zemědělců (BdL - němečtí agrárníci) mandát v Národním shromáždění. V soupisu zvolených poslanců je uváděn jako člen kandidátky Německé křesťansko sociální strany lidové, ale v jmenném rejstříku sněmovny jako člen Německého svazu zemědělců. Příslušnost k Německému svazu zemědělců potvrzují i další prameny. Působil ve správní radě německého kulturního sdružení v Praze Národní komise pro děti a mládež.
Po roce 1945 byl vězněn po 16 měsíců československými úřady v Znojmě. Až v srpnu 1946 pak po vysídlení do Německa našel svou rodinu. Téměř dva roky pracoval jako lesní dělník. V roce 1949 se stal předsedou jihomoravského odboru (Südmährer-Ausschuss) krajanského sdružení vysídlených etnických Němců. Zemřel roku 1972 ve Waiblingenu u Stuttgartu.